# ジナイダ・ユスポヴァ
ジナイダ・ニコラエヴナ・ユスポヴァ公女（ロシア語: Зинаи́да Никола́евна Юсу́пова, 1861年9月2日 - 1939年11月24日）は、ロシアの名門貴族ユスポフ家の女性相続人。グリゴリー・ラスプーチンの殺害者フェリックス・ユスポフの母親として知られる。

## 生涯

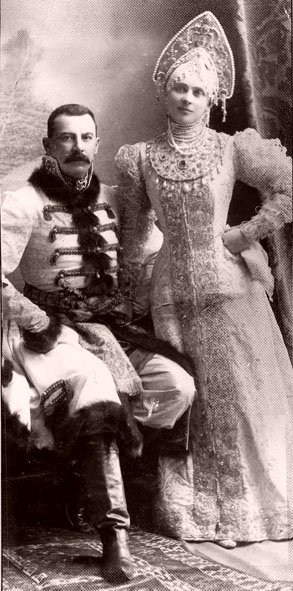
1903年-1904年頃のユスポフ夫妻

ジナイダは、タタールの雄エディゲの血を引くユスポフ家の最後の男系子孫として生まれた。父ニコライ・ユスポフ6世はニコライ1世の下で大法官を務め、母タチアナはグリゴリー・ポチョムキンの姪を母に持つ名門貴族出身だった。ユスポフ家は10万エーカー以上の広大な領地と多くの宮殿・工場・鉱山・油田を所有する名門であり、ジナイダもネフスキー大通りに巨大な宮殿を所有していた。ジナイダは名門の令嬢として裕福な生活を送り、ロシア貴族社会で最も裕福な女性相続人として知られた。
ジナイダはモスクワ総督ニコライ・スマローコフ＝エルストンの息子フェリックス・スマローコフ＝エルストン伯爵を伴侶に選び、1882年4月4日に結婚した。1891年に義父ニコライが死去すると、アレクサンドル3世によって、スマローコフ＝エルストン家の遺産をフェリックスが相続することを許された。フェリックスは1904年にセルゲイ・アレクサンドロヴィチ大公の副官に任命され、1914年にはモスクワ総督に就任した。
ジナイダは帝政ロシア末期の貴族社会における花形であり、その美貌と惜しみない豪華なもてなし振りで有名だった。また、彼女は公の場でこそないものの、ニコライ2世の妻アレクサンドラ皇后への厳しい批判を繰り返していた。皇后の実姉でエリザヴェータ・フョードロヴナ大公妃の親友であり、アレクサンドラに対し、ラスプーチンを信頼しないよう忠告したため、大公妃とともにラスプーチンからは「危険人物」とみなされた。彼女には長男ニコライと次男フェリックスの二子をもうけたが、ニコライは不倫相手の夫との決闘で死亡し、その後の彼女の人生に暗い影を落としている。
二月革命後、ジナイダは夫と共にローマで亡命生活を送ったが、夫を亡くしてからはパリに移り住み、同地で死去した。

## 宝石コレクション

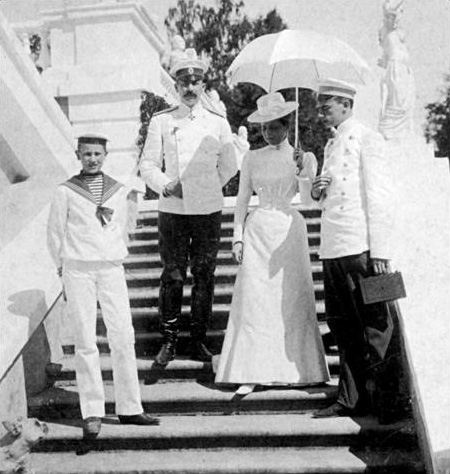
1905年のユスポフ一家（左から次男フェリックス、夫フェリックス、ジナイダ、長男ニコライ）

ジナイダはロマノフ家以上に裕福なユスポフ家の一員であり、莫大な財産と歴史的価値のある宝石を多数所有していた。彼女はコレクションとして21のティアラ、255のブローチ、42のブレスレットなど数十万点の宝石を所有していた。特に有名なコレクションとしては、16世紀に作られたラ・ペレグリナ・パール「ポーラー・スター・ダイヤモンド」（41.28カラット）、「ラ・リージェント・パール」（世界第5位）、17世紀に作られた「ラム・ヘッド・ダイヤモンド」（17.47カラット）、「スルタンのモロッコ・ダイヤモンド」（35.67カラット、世界第4位）、「マリー・アントワネットのダイヤモンド・イヤリング」（234.59カラット）、「サファイアのブルー・ヴィーナス像」、15世紀に作られた「ルビー・ブッダ」（70カラット）が挙げられる。
これらのコレクションや金融財産は、ロシアから脱出する際に大半が放棄することを余儀なくされた。ジナイダは革命が収束してロシアに帰国出来ることを期待して、モイカ宮殿の秘密金庫にコレクションを隠したが、全てボリシェヴィキに発見され、1925年に売却され四散した。脱出の際に持ち出したいくつかの宝石も、亡命生活で困窮する自身や息子一家のために全て売却してしまった。